# Chablis (wijn)

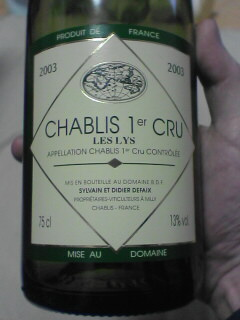
Chablis Premier Cru.

Chablis is een witte wijn die geproduceerd wordt rondom het Franse stadje Chablis en valt onder de Bourgogne. De druif die verantwoordelijk is voor de wijnen uit de Chablis is de Chardonnay die plaatselijk bekend is onder de naam beaunois.

## Kenmerken
Kenmerken van wijn uit de Chablis zijn: droog, fris, fruitig. De wijnen die wanneer ze jong zijn vaak een groene zweem over zich hebben, zijn verder mineraalachtig.
De wijnen zijn weliswaar van de Chardonnaydruif gemaakt maar ze voldoen totaal niet aan het stereotype Chardonnay dat als merknaam de wereld veroverde. Dit komt doordat bij een Chabliswijn de druif en niet het hout de wijn draagt: Chablis wordt na de eerste rijping in eiken vaten van maximaal 6 jaar oud, nagerijpt in stalen vaten.
De druiven voor "Petit Chablis" komen van de onderste, vlakke delen van de heuvel. "Chablis" van de iets hoger gelegen wijngaarden. "Premier Cru" en "Grand Cru" komen van de hoogst gelegen delen op de heuvels. Deze hoog gelegen percelen liggen het best gepositioneerd ten opzichte van de zon en beschermd tegen de wind uit het noorden.

## Wetgeving
Chablis kent vier Appellations, van laag naar hoog:
- Appellation Petit Chablis Contrôlée
- Appellation Chablis Contrôlée
- Appellation Chablis Premier Cru Contrôlée
- Appellation Chablis Grand Cru Contrôlée